# Oligodon deuvei
Espèce
Statut de conservation UICN

 LC  : Préoccupation mineure
Oligodon deuvei est une espèce de serpent de la famille des Colubridae.

## Répartition
Cette espèce est endémique du Viêt Nam. Elle se rencontre dans la province de Đồng Nai.

## Étymologie
Son nom d'espèce, deuvei, lui a été donné en l'honneur de Jean Deuve (1918-2008) pour sa contribution à l'herpétologie du Laos.

## Publication originale
- David, Vogel & van Rooijen, 2008 : A revision of the Oligodon taeniatus (Günther, 1861) group (Squamata: Colubridae), with the description of three new species from the Indochinese Region. Zootaxa, n. 1965, p. 1–49 (introduction).